# Weinmannia microphylla
Weinmannia microphylla är en tvåhjärtbladig växtart som beskrevs av Ruiz & Pav. apud Lopez. Weinmannia microphylla ingår i släktet Weinmannia och familjen Cunoniaceae.

## Underarter
Arten delas in i följande underarter:
- W. m. tenuior
- W. m. weddellii